# Liste des ouadis des Émirats arabes unis

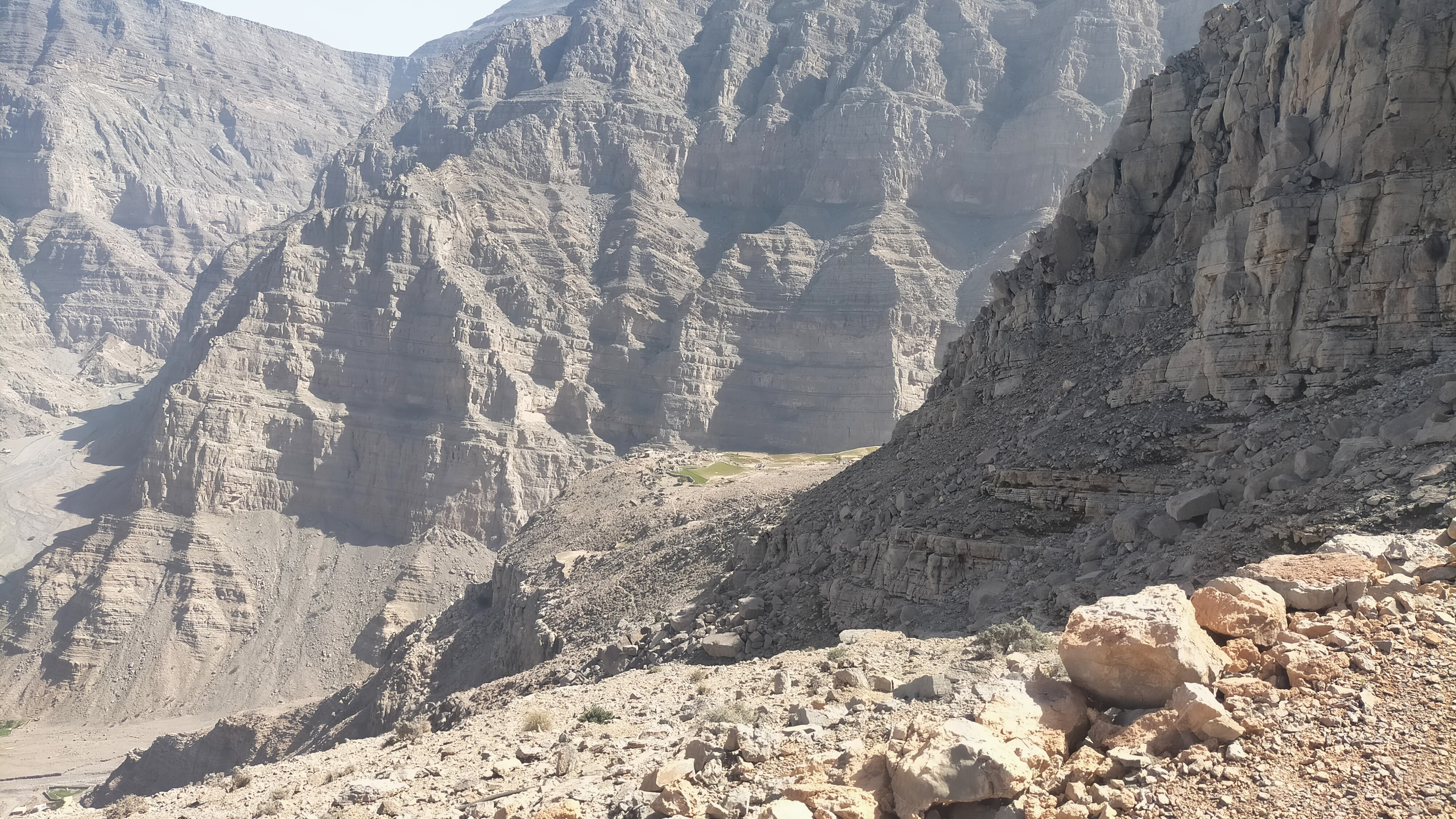
Ouadi Barut, un affluent du Ouadi Ghalilah, dans l'émirat de Ras el Khaïmah

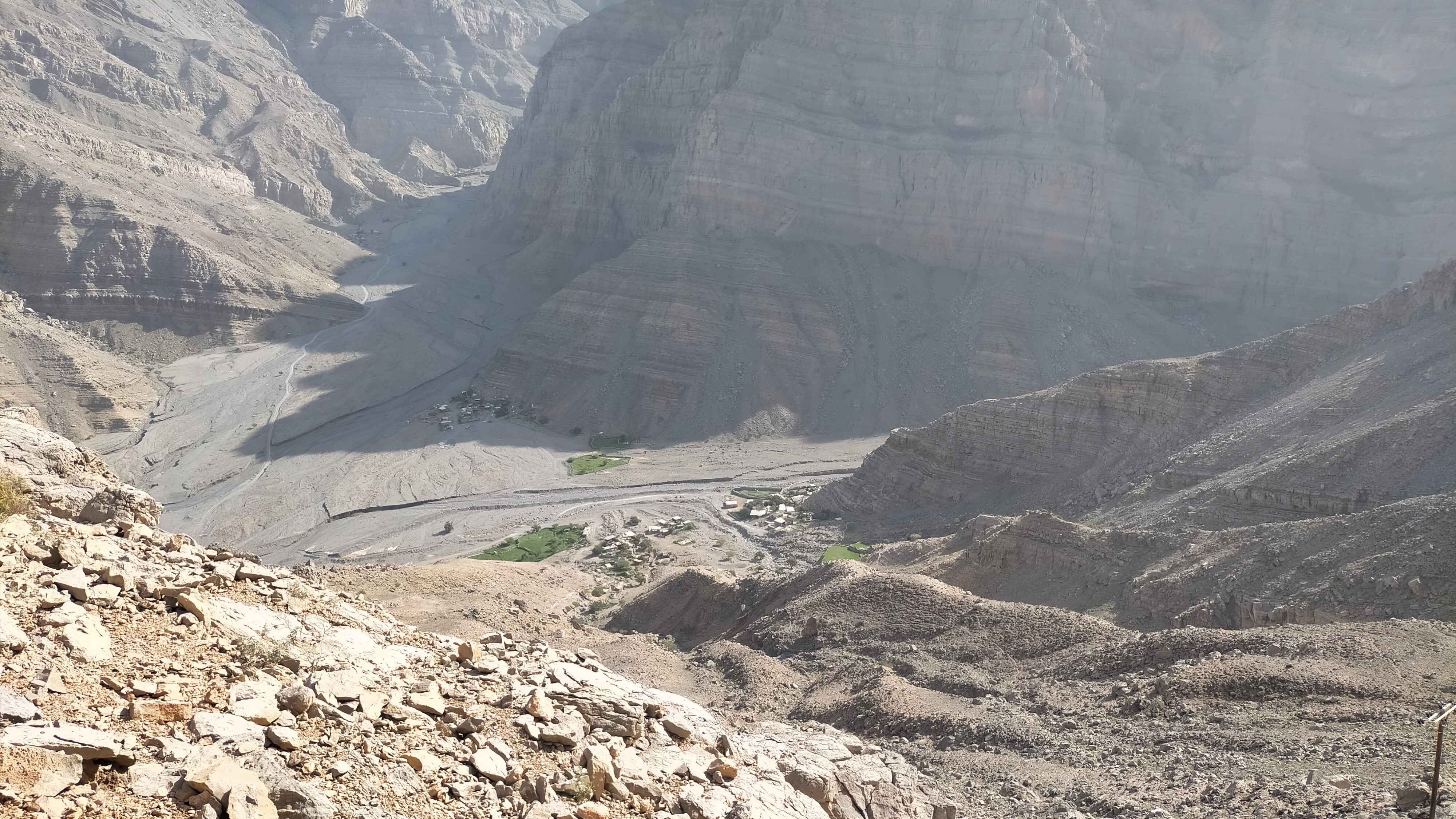
Zone de confluence du Ouadi Litibah et du Ouadi Barut. Émirats arabes unis, Émirat de Ras el Khaïmah

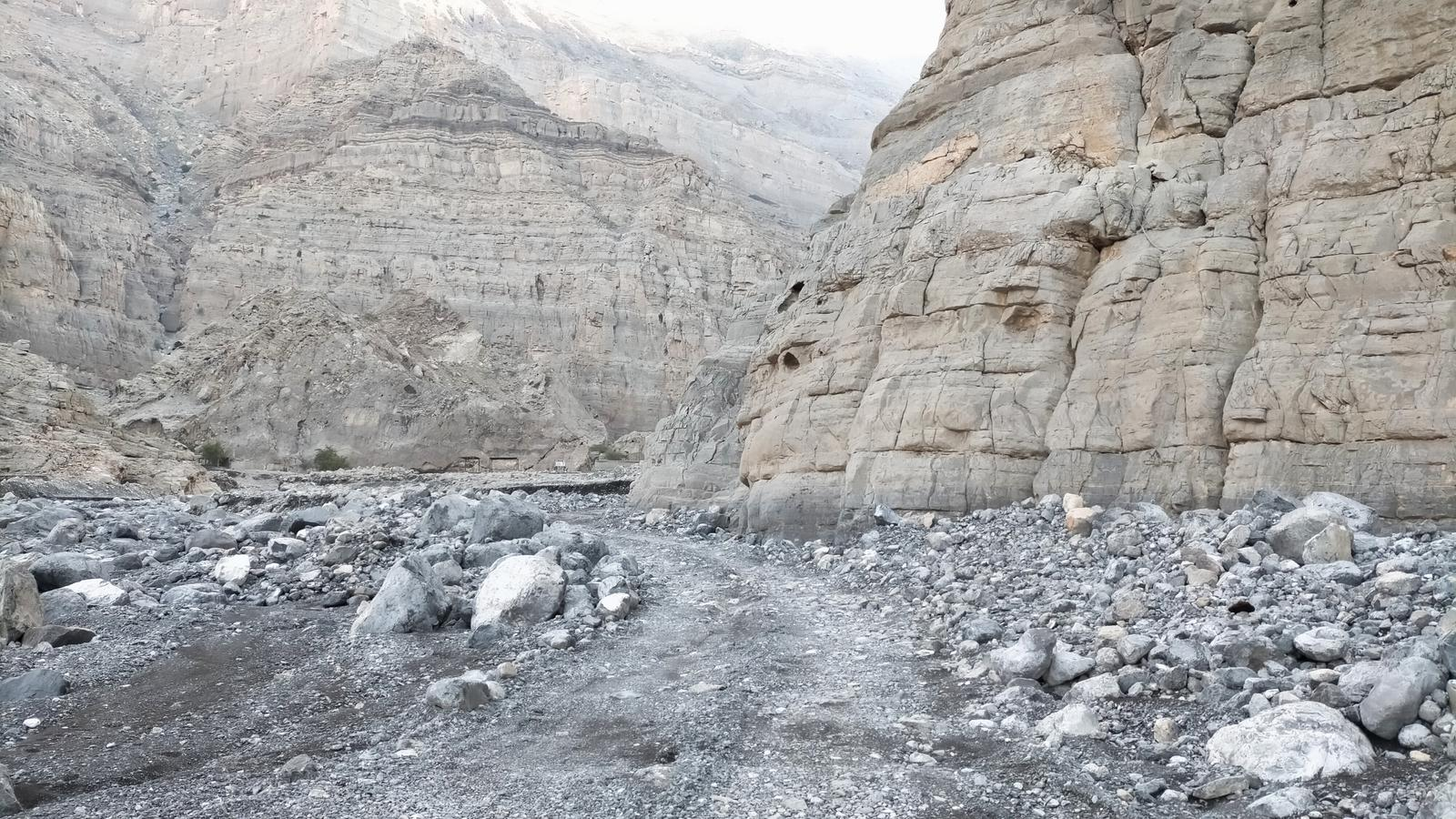
Ouadi Litibah, affluent du Ouadi Ghalilah, Émirats arabes unis, Émirat de Ras el Khaïmah

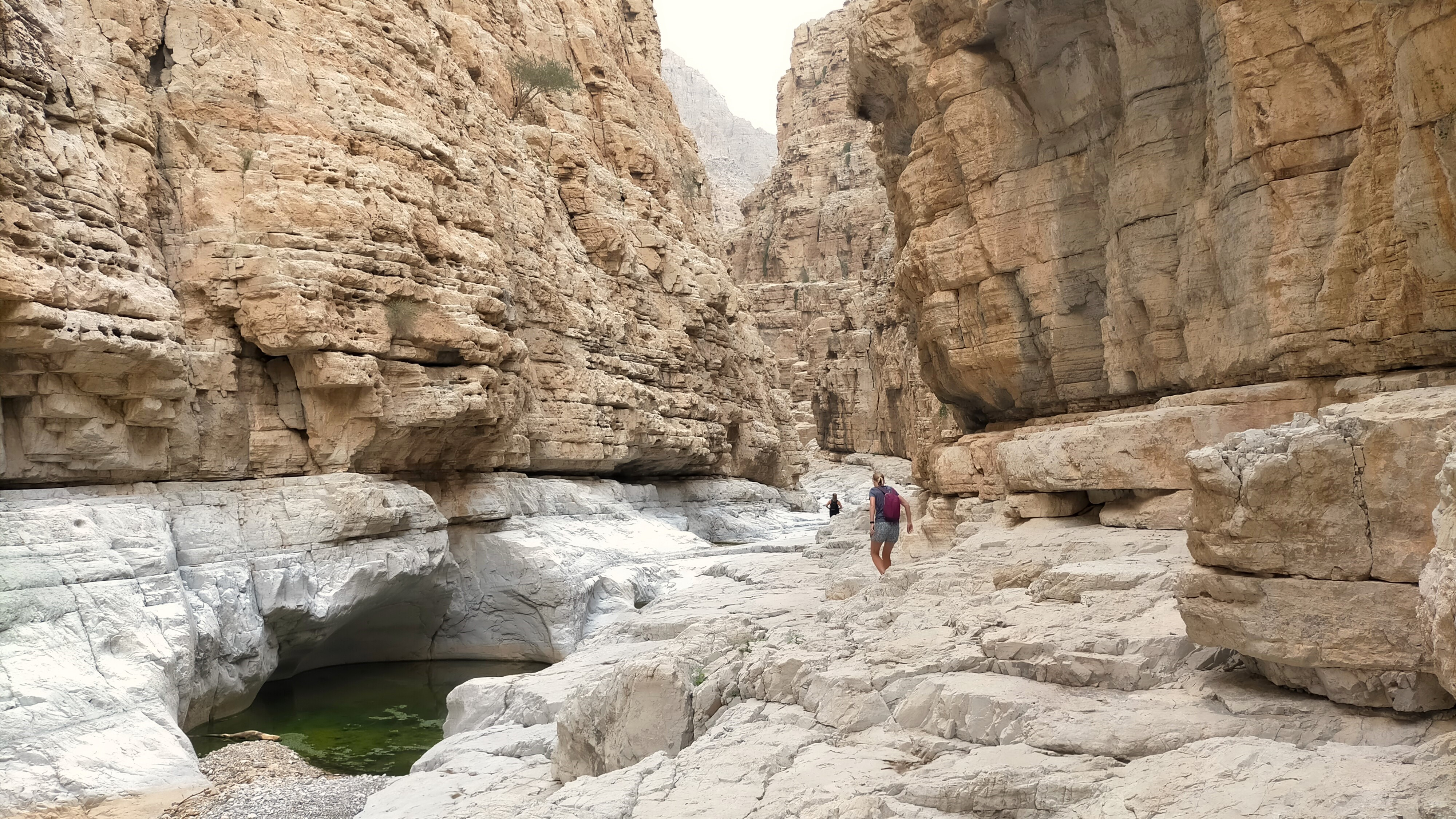
Wadi Naqab - Émirats arabes unis, Émirat de Ras el Khaïmah - Kub Canyon

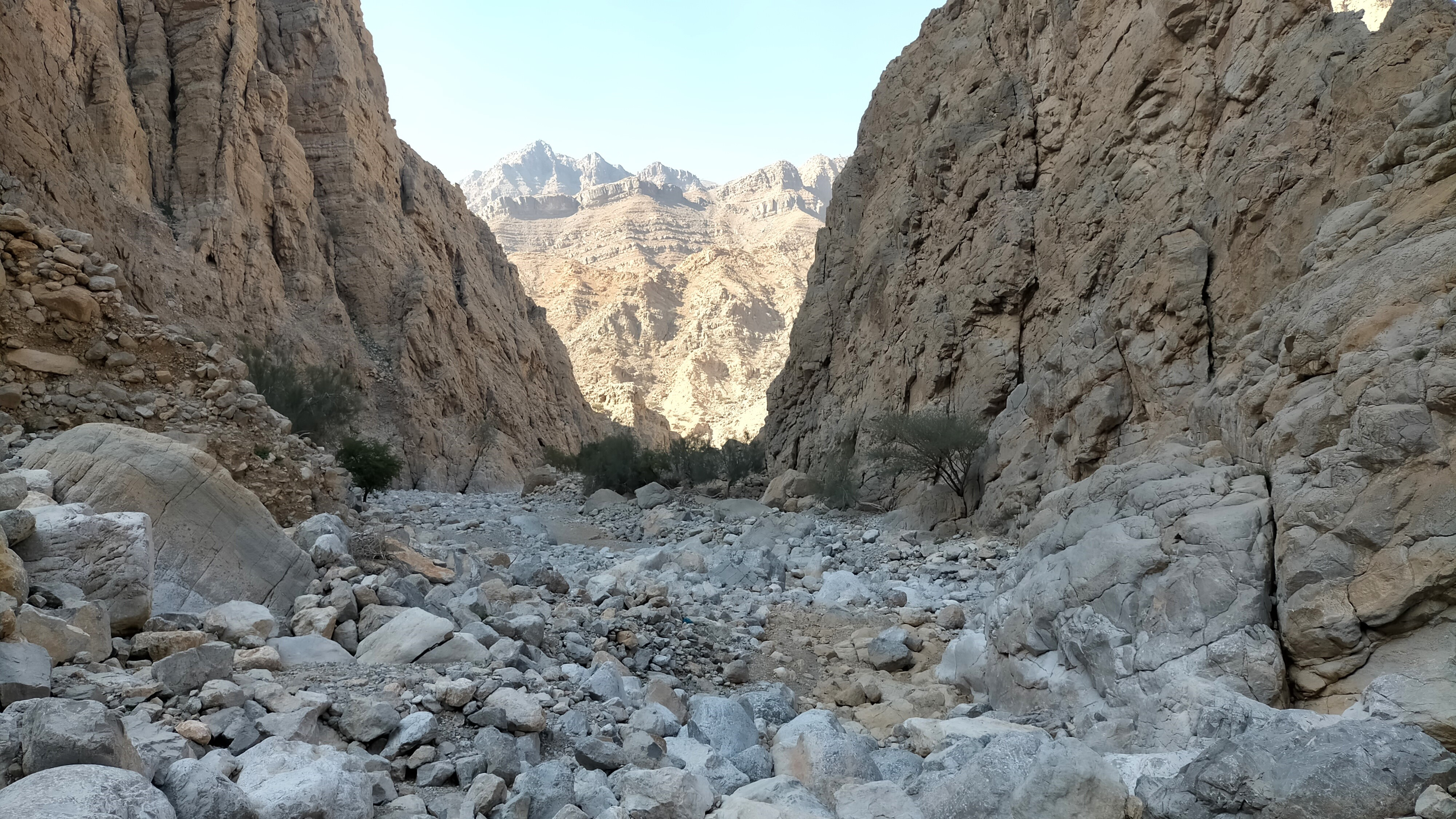
Wadi Madnan afluent du Wadi Naqab. Section finale, avant son embouchure dans le Wadi Naqab - Émirats arabes unis, Émirat de Ras el Khaïmah

Les Émirats arabes unis n'ont pas de cours d'eau permanents, mais de nombreuses vallées, généralement sèches, sauf pendant la saison des pluies, appelées ouadis.
En arabe, ils sont appelés وادي wādī ou نهر (nahr), en langues araméennes ܢܗܪܐ (nahrā’), en hébreu נהר (nahar), et en langues berbères asif ou ighzer'
Les ouadis se trouvent généralement dans des zones désertiques, avec des pentes douces et presque plates, bien que par extension, également généralement nommés dans le cadre des ouadis, les ravins et cours d'eau intermittents qui les forment, dans les pentes montagneuses qui les entourent.
Les ouadis n'ont généralement pas de canaux permanents, en raison du manque de débit d'eau continu, et ont des modèles de cours d'eau en tresses, en raison de la rareté de l'eau et de l'abondance des sédiments. L'eau filtre vers le lit du cours d'eau, provoquant une brusque perte d'énergie et donnant pour résultat une importante sédimentation. Les ouadis peuvent aussi développer des barrages de sédiments qui peuvent modifier les cours du cours d'eau lors des pluies torrentielles.
Voici une liste des principaux ouadis des Émirats arabes unis, classés en trois groupes, en fonction du littoral correspondant à leur exutoire, avec le complément des ouadis intérieurs, affluents ou sous-affluents des précédents.

## Golfe Persique
- Wadi Afiya, dans l'émirat de Ras el Khaïmah[1],[2]
- Wadi Bakhit, dans l'émirat de Ras el Khaïmah[3]
- Wadi Bih / Wādī Al-Bayḥ / Wādī al Bīḩ, dans l'émirat de Ras el Khaïmah (UAE) et Oman[4],[5],[6],[7]
- Wadi Faqara / Wādī Faqarah, dans l'émirat de Ras el Khaïmah[1],[8]
- Wadi Ghalilah / Wādī Ghalīlah, dans l'émirat de Ras el Khaïmah [1],[9],[10]
- Wadi Haqil / Wādī Ḩaqīl, dans l'émirat de Ras el Khaïmah[11]
- Wadi Kiriba / Wādī Kirībā, dans l'émirat de Ras el Khaïmah[12]
- Wadi Malahah, dans l'émirat de Ras el Khaïmah[9]
- Wadi Nahela / Wadi Nahail / Wadi Nahala, dans l'émirat de Ras el Khaïmah[6]
- Wadi Naqab / Wādī Naqab, dans l'émirat de Ras el Khaïmah et Oman[6],[9],[13],[14]
- Wadi Rahabah / Wādī Raḩbah, dans l'émirat de Ras el Khaïmah[6],[1],[15]
- Wadi Raibiya / Wadi Ar Rebiyyah, dans l'émirat de Ras el Khaïmah[1],[9],[16],[17]
- Wadi Shaam / Wādī ash Sha‘m, dans l'émirat de Ras el Khaïmah [18],[19]

## Golfe d'Oman
- Wadi Abadilah dans l'émirat de Ras el Khaïmah
- Wadi Ham / Wādī Hām, dans l'émirat de Fujaïrah[20]
- Wadi Hatta / Wādī Ḩattā, dans l'émirat de Dubaï et Oman[21],[22]
- Wadi Hayl, dans l'émirat de Fujaïrah
- Wadi Helo, dans l'émirat de Charjah
- Wadi Qor / Wādī al Qūr, dans l'émirat de Ras el Khaïmah[23],[24],[25]
- Wadi Saham dans l'émirat de Fujaïrah[26],[27]
- Wadi Shawkah / Wādī Shawkah, dans l'émirat de Ras el Khaïmah[28]
- Wadi Shis dans l'émirat de Charjah
- Wadi Siji / Wādī Sījī, dans l'émirat de Fujaïrah et dans l'émirat de Ras el Khaïmah[29],[30],[31]
- Wadi Wurayah / Wādī Wurayyah, dans l'émirat de Fujaïrah[32],[33],[34]
- Wadi Zikt / Wādī Zikt, dans l'émirat de Fujaïrah[35]

## À l'intérieur
- Wadi Arar / Wadi Ar'ar, (affluent du Wādī ‘Asimah), dans les émirats de Fujaïrah et Ras el Khaïmah
- Wadi Arus / Wādī ‘Arūs, (affluent du Wadi Shah), dans l'émirat de Ras el Khaïmah[1],[36]
- Wadi Asimah / Wādī ‘Asimah (affluent du Wādī Sidr), dans l'émirat de Ras el Khaïmah[37],[38]
- Wadi Atmar (affluent du Wadi Bih), dans l'émirat de Ras el Khaïmah
- Wadi Awsaq / Wādī Awsāq (affluent du Wadi Tawiyaen), dans l'émirat de Fujaïrah[5],[39],[40]
- Wadi Baqal (affluent du Wadi Nahela), dans l'émirat de Ras el Khaïmah[1]
- Wadi Baqarah (affluent du Wadi Sifuni / Wadi Sifni), dans l'émirat de Ras el Khaïmah[16],[41]
- Wadi Barid / Wādī Bārid (affluent du Wadi Munay`i / Wadi Munay), dans l'émirat de Ras el Khaïmah[16],[42]
- Wadi Barut / Wādī Barut (affluent du Wadi Ghalilah), dans l'émirat de Ras el Khaïmah[1],[43]
- Wadi Ejili, dans l'émirat de Ras el Khaïmah
- Wadi Wadi Esfai, dans l'émirat de Ras el Khaïmah
- Wadi Fara / Wādī al Fara‘, dans l'émirat de Ras el Khaïmah[44]
- Wadi Halhal / Wādī Ḩalḩal (affluent du Wadi Ghalilah,dans l'émirat de Ras el Khaïmah[1],[45]
- Wadi Halu / Wādī Halū (affluent du Wadi Naqab), dans l'émirat de Ras el Khaïmah[1],[46],[47],[48]
- Wadi Al Hawari, dans l'émirat de Ras el Khaïmah[9]
- Wadi Al Hayilah (affluent du Wadi al Bih), dans l'émirat de Ras el Khaïmah[9]
- Wadi Al Himriyyah (affluent du Wadi Mu'taridah / Wadi Mutarid) dans l'émirat de Ras el Khaïmah[9]
- Ouadi Jib / Wādī Jib (affluent du Wadi Shah), dans l'émirat de Ras el Khaïmah[6],[1],[49],[16]
- Wadi Khabb / Wādī Khabb (affluent du Wadi Ghalilah, dans l'émirat de Ras el Khaïmah[1],[50],[51]
- Wadi al Khari / Wādī al Khārī (affluent du Wadi Shawka), dans l'émirat de Ras el Khaïmah[52]
- Wadi Kub / Wādī Kūb (affluent du Wadi Mu'taridah / Wadi Mutarid), dans les émirats de Fujaïrah et Ras el Khaïmah[39],[53]
- Wadi Lil / Wādī  Līl (affluent du Wadi Kub), dans l'émirat de Fujaïrah[9]
- Wadi Limarit / Wādī Limarit (affluent du Wadi Ham), dans l'émirat de Ras el Khaïmah[54]
- Wadi Litibah / Wādī Litibah (affluent du Wadi Ghalilah, dans l'émirat de Ras el Khaïmah[1],[55]
- Wadi Madnan / Wādī Madnan (affluent du Wadi Naqab), dans l'émirat de Ras el Khaïmah[1],[56],[57]
- Wadi Maydaq / Wādī Maydaq, dans l'émirat de Fujaïrah[39],[58],[59]
- Wadi Mayy / Wādī Mayy (affluent du Wadi Shah), dans l'émirat de Ras el Khaïmah[1],[60]
- Wadi Modaynah, dans l'émirat de Ras el Khaïmah
- Wadi Muhayli / Wādī Muhaylī (affluent du Wadi Naqab), dans l'émirat de Ras el Khaïmah[1],[61]
- Wadi Naqat (affluent du Wadi Shah), dans l'émirat de Ras el Khaïmah et Oman[1],[62],[63]
- Wadi Qada'ah / Wadi Ghayl / Wādī Qada‘ah (affluent du Wadi Bih), dans l'émirat de Ras el Khaïmah et Oman[64]
- Wadi Sal (affluent du Wadi Halu), dans l'émirat de Ras el Khaïmah[1],[65]
- Wadi Sal (au pied de Jabal Rams), dans l'émirat de Ras el Khaïmah
- Wadi Samarat (affluent du Wādī Madnan), dans l'émirat de Ras el Khaïmah[1]
- Wadi Shah / Wadi Shehah / Wādī Shāh (affluent du Wadi Bih), dans l'émirat de Ras el Khaïmah[1],[66]
- Wadi Shie / Wādī Shī en Khor Fakkan, dans l'émirat de Charjah[67],[68]
- Wadi Shisah / Wādī Shīşah (affluent du Wadi Shah), dans l'émirat de Ras el Khaïmah[1],[69]
- Wadi Shuway / Wādī Shuway (affluent du Wadi Ham), dans l'émirat de Fujaïrah[70]
- Wadi Sidr / Wādī Sidr, dans l'émirat de Fujaïrah[71],[72],[73]
- Wadi Tarabat / Wādī Tarabat near Al Ain dans l'émirat de Abou Dabi[74],[75]
- Wadi Tayyibah, dans l'émirat de Fujaïrah
- Wadi Tuwa, dans l'émirat de Ras el Khaïmah
- Wadi Wayqah / Wādī Wayqah (affluent du Wadi Siji), dans l'émirat de Fujaïrah[76]